# پایگاه هوایی کرک
پایگاه هوایی کرک (به انگلیسی: Kirk Field) یک فرودگاه همگانی بهره‌برداری هوایی است که یک باند فرود آسفالت دارد و طول باند آن ۱۳۷۲ متر است. این فرودگاه در شهر پاراگولد، آرکانزاس کشور ایالات متحده آمریکا قرار دارد و در ارتفاع ۸۸ متری از سطح دریا واقع شده است.